# Eparquía de Rajkot
La eparquía de Rajkot (en latín: Eparchia Rajkotensis y en inglés: Syro-Malabar Catholic Eparchy of Rajkot) es una circunscripción eclesiástica de la Iglesia católica en India. Se trata de una eparquía siro-malabar, sufragánea de la arquidiócesis de Gandhinagar. Desde el 16 de julio de 2010 su eparca es José Chittooparambil, de los Carmelitas de la Bienaventurada Virgen María Inmaculada.

## Territorio y organización
La eparquía tiene 109 950 km² y extiende su jurisdicción sobre los fieles católicos de rito latino y siro-malabar residentes en los distritos de Amreli, Bhavnagar, Jamnagar, Devbhumi Dwarka, Junagadh, Gir Somnath, Porbandar, Rajkot, Morbi, Surendranagar y Kutch en el estado de Guyarat.
La sede de la eparquía se encuentra en la ciudad de Rajkot, en donde se halla la Catedral del Sagrado Corazón, conocida como Prem Mandir (templo del Amor).
En 2020 en la eparquía existían 14 parroquias:
- St. Xavier's Catholic Church, en Bhavnagar
- St. Mary's Church, en Bhuj
- St. Thomas Church, en Gandhidham
- Sacred Heart Church, en Jamnagar
- St. Ann's Church, en Junagadh
- St. Mary's Church, en Merubaug
- Assumption Church, en Mithapur
- St. Mary's Church, en Parnala
- Sacred Heart Church, en Porbandar
- St. Joseph's Church, en Raidhanpar
- Immaculate Conception Church, en Rajkot
- Sacred Heart of Jesus Cathedral Church, Rajkot
- Dayamayi Mata Catholic Church, en Surendranagar
- Stella Maris Church, en Veraval

## Historia
Debido a la oposición de la Conferencia de Obispos de la India a que se establecieran jurisdicciones separadas siro-malabares y siro-malankaras fuera de sus respectivos territorios propios, los papas erigieron exarcados apostólicos y eparquías regidas por el clero siro-malabar con plena jurisdicción sobre todos los fieles católicos en ellas. Esto fue así dado que más del 70 por ciento del total de misioneros que trabajan en diferentes partes de la India, es de la Iglesia siro-malabar.
La eparquía fue erigida el 26 de febrero de 1977 por el papa Pablo VI mediante la bula De recta fidelium, separando territorio de la diócesis de Ahmedabad.

A dioecesi Latina Ahmedabadensi territorium detrahimus civilium districtuum Amreli, Bhavnagar, Jamnagar, Junagadh, Kutch (Bhuj), Rajkot, Surendranagar; quibus omnibus terris Eparchiam constituimus ritus Malabarensis ab urbe Rajkot RajMensem appellandam, atque Sodalibus Carmelitis Mariae Immaculatae, quos commemoravimus, concredendam, qui spes est, qua consueverunt industria agrum Domini exercebunt. Erit autem Ecclesia Rajkotensis Sedi metropolitanae Bombayensi suffraganea. Sedes Eparchiae in urbe Rajkot erit, ibique Eparchus cathedram suae potestatis ponet.

Originalmente sufragánea de la arquidiócesis de Bombay, el 11 de octubre de 2002 entró a formar parte de la provincia eclesiástica de la arquidiócesis de Gandhinagar.
El 26 de marzo de 2015 el papa Francisco erigió dos circunscripciones eclesiásticas siro-malankaras (eparquía de San Juan Crisóstomo de Gurgaon y el exarcado apostólico de San Efrén de Khadki) con la bula Quo aptius consuleretur con el fin de cubrir todo el territorio de India ubicado fuera del territorio propio de la Iglesia católica siro-malankara. Desde entonces los fieles siro-malankaras de la jurisdicción de la eparquía de Rajkot pasaron a integrar la eparquía de San Juan Crisóstomo de Gurgaon.

## Estadísticas
Según el Anuario Pontificio 2021 la eparquía tenía a fines de 2020 un total de 13 600 fieles bautizados.
| Año                                                                             | Población            | Población  | Población      | Sacerdotes | Sacerdotes    | Sacerdotes    | Bautizados por sacerdote | Diáconos permanentes | Religiosos | Religiosos | Parroquias |
| Año                                                                             | Bautizados católicos | Total      | % de católicos | Total      | Clero secular | Clero regular | Bautizados por sacerdote | Diáconos permanentes | Varones    | Mujeres    | Parroquias |
| ------------------------------------------------------------------------------- | -------------------- | ---------- | -------------- | ---------- | ------------- | ------------- | ------------------------ | -------------------- | ---------- | ---------- | ---------- |
| 1980                                                                            | 6689                 | 9 381 000  | 0.1            | 32         |               | 32            | 209                      |                      | 34         | 45         | 10         |
| 1990                                                                            | 9132                 | 12 384 000 | 0.1            | 44         |               | 44            | 207                      |                      | 95         | 204        | 40         |
| 1999                                                                            | 9800                 | 15 000     | 0.1            | 78         | 5             | 73            | 125                      |                      | 125        | 290        | 47         |
| 2000                                                                            | 9800                 | 15 000     | 0.1            | 89         | 7             | 82            | 110                      |                      | 125        | 305        | 47         |
| 2001                                                                            | 10 000               | 15 000     | 0.1            | 101        | 9             | 92            | 99                       |                      | 140        | 317        | 47         |
| 2002                                                                            | 11 000               | 15 000     | 0.1            | 113        | 17            | 96            | 97                       |                      | 153        | 330        | 46         |
| 2003                                                                            | 11 500               | 15 017 107 | 0.1            | 117        | 11            | 106           | 98                       |                      | 157        | 352        | 46         |
| 2004                                                                            | 12 000               | 15 017 107 | 0.1            | 124        | 16            | 108           | 96                       |                      | 152        | 390        | 12         |
| 2009                                                                            | 13 500               | 15 805 000 | 0.1            | 149        | 27            | 122           | 90                       |                      | 157        | 449        | 14         |
| 2010                                                                            | 13 000               | 16 025 000 | 0.1            | 156        | 28            | 128           | 83                       |                      | 168        | 457        | 14         |
| 2014                                                                            | 13 000               | 16 900 000 | 0.1            | 129        | 33            | 96            | 100                      |                      | 123        | 502        | 14         |
| 2017                                                                            | 13 170               | 17 703 293 | 0.1            | 119        | 37            | 82            | 110                      |                      | 103        | 470        | 14         |
| 2020                                                                            | 13 600               | 18 334 400 | 0.1            | 134        | 39            | 95            | 101                      |                      | 114        | 499        | 14         |
| Fuente: Catholic-Hierarchy, que a su vez toma los datos del Anuario Pontificio. |                      |            |                |            |               |               |                          |                      |            |            |            |

## Episcopologio
- Jonas Thaliath, C.M.I. † (26 de febrero de 1977-7 de noviembre de 1981 falleció)
- Gregory Karotemprel, C.M.I. (22 de enero de 1983-16 de julio de 2010 retirado)
- José Chittooparambil, C.M.I., desde el 16 de julio de 2010